# Hans-Joachim Heyse
Hans-Joachim Heyse (* 29. Juni 1929 in Liegnitz; † 23. März 2013 in Mayen) war ein deutscher Regisseur, Theaterintendant, Schauspieler und Schriftsteller.

## Leben
Heyse stammte aus Niederschlesien. Er absolvierte nach dem Abitur in Magdeburg von 1948 bis 1950 eine Schauspielausbildung am Schauspielstudio der Städtischen Bühnen Magdeburg. Sein Bühnendebüt als Schauspieler gab er 1950 am Theater der Stadt Zeitz als Melchthal in Wilhelm Tell. Im Rollenfach „Jugendlicher Held“ war er am Theater der Stadt Zeitz (1950–1952) und am Theater Meiningen (1952–1953) engagiert. Am Theater Meiningen spielte er unter anderem Ferdinand in Kabale und Liebe (Spielzeit 1952/1953). 1953 ging er nach Westdeutschland und begann unter der Intendanz von Hans Schalla als Regieassistent am Schauspielhaus Bochum. 1956 führte er erstmals allein Regie. 
Heyse inszenierte auf der Theaterbühne ein breites Repertoire, das die Stücke der Antike, Dramen von William Shakespeare, die deutschsprachigen Autoren der Klassik und Romantik, aber auch Stücke der Jahrhundertwende, der Moderne und des zeitgenössischen Theaters umfasste. Zu seinen bevorzugten Autoren als Regisseur gehörten William Shakespeare, Carl Sternheim und Bertolt Brecht; er inszenierte aber auch moderne Autoren, unter anderem Edward Bond. Heyses Inszenierung des Theaterstücks Musik von Frank Wedekind am Schauspielhaus Bochum wurde 1965 zum Berliner Theatertreffen eingeladen. Heyse arbeitete als Regisseur auch im Bereich Oper und Ballett.
Von 1964 bis 1966 war Heyse Oberspielleiter an den Bühnen der Stadt Bonn und anschließend bis 1970 am Schauspielhaus Bochum. Als Nachfolger von Karl Pempelfort wurde er Generalintendant an den Bühnen der Stadt Bonn (von 1970 bis 1981). Von 1979 bis 1984 leitete er die Luisenburg-Festspiele in Wunsiedel. Von 1988 bis 2004 war er Intendant der Burgfestspiele Mayen. Bei den Burgfestspielen Mayen trat er auch als Schauspieler auf; so spielte er dort 1992 den alternden Willy Loman in dem Theaterstück Tod eines Handlungsreisenden.
Außerdem war er von 1983 bis 1985 Professor an der Folkwang Hochschule Essen. Seine Tochter Cornelia Heyse ist ebenfalls als Schauspielerin tätig.

## Werke
- Ansgar Haag (Hrsg.): William Shakespeare, König Richard II.: Ein Begleitheft zu Hans-Joachim Heyses Inszenierung im Theater der Stadt Bonn. Theater der Stadt Bonn, Bonn 1981.
- Standspuren: Mayener Epigramme 2003-2006. Burg-Verlag, Rehau 2006, ISBN 3-937344-40-3.
- Für ein Christentum ohne Theologie:...denn schließlich singt jeder sei eigenes Lied vom lieben Gott. Burg-Verlag, Rehau 2009, ISBN 978-3-937344-61-4.